# Liparis alboventer
Liparis alboventer és una espècie de peix pertanyent a la família dels lipàrids.

## Descripció
- Fa 14,1 cm de llargària màxima.[6][7]

## Hàbitat
És un peix marí, demersal i de clima temperat que viu fins als 75 m de fondària.

## Distribució geogràfica
Es troba al Pacífic nord-occidental.

## Observacions
És inofensiu per als humans.